# Zhongchuchang (ort i Kina, Xinjiang Uygur Zizhiqu, lat 39,37, long 76,03)
Zhongchuchang (kinesiska: 种畜场) är en ort i Kina. Den ligger i den autonoma regionen Xinjiang, i den nordvästra delen av landet, omkring 1 100 kilometer sydväst om regionhuvudstaden Ürümqi. Antalet invånare är 348. Befolkningen består av 166 kvinnor och 182 män. Barn under 15 år utgör 31 %, vuxna 15-64 år 66 %, och äldre över 65 år 2,0 %.
Runt Zhongchuchang är det ganska tätbefolkat, med 80 invånare per kvadratkilometer. Närmaste större samhälle är Kashgar, 11,3 km norr om Zhongchuchang. Trakten runt Zhongchuchang består till största delen av jordbruksmark.
Genomsnittlig årsnederbörd är 129 millimeter. Den regnigaste månaden är maj, med i genomsnitt 20 mm nederbörd, och den torraste är oktober, med 2 mm nederbörd.